# Racovitzanus antarcticus
Racovitzanus antarcticus is een eenoogkreeftjessoort uit de familie van de Scolecitrichidae. De wetenschappelijke naam van de soort is voor het eerst geldig gepubliceerd in 1902 door Giesbrecht.